# Вернер, Михаил Антонович
Михаил Антонович Вернер (1858—1905) — издатель, автор путевых очерков, изобретатель мотоцикла. 

## Биография
Брат Е. А. Вернера. Из дворян; сын коллежского асессора, служившего в Херсонской губернии. С начала 1880-х гг. семья Вернеров жила в Москве. Учился в Житомирской гимназии, затем в Морском кадетском корпусе в Петербурге (1875―1879). Служил во флоте. Вышел в отставку в чине лейтенанта (1882). Постоянный сотрудник газеты «Московские ведомости» (1882―1884); периодически печатался в ряде других журналов и газет. Свои впечатления во время пребывания на кораблях русского флота за границей послужили основой для опубликованных в Москве книг путевых заметок и очерков: «Современная Япония. (Из записной книжки моряка)» (1882), «Прогулка по Средиземному морю» (1883), «В чужих краях. Обзор европейских выставок 1883 г.» (1884), «Очерки и рассказы из жизни на море» (1884), «Страна плотин. Очерки о современной Голландии» (1884), «Письма из Италии» (1885).

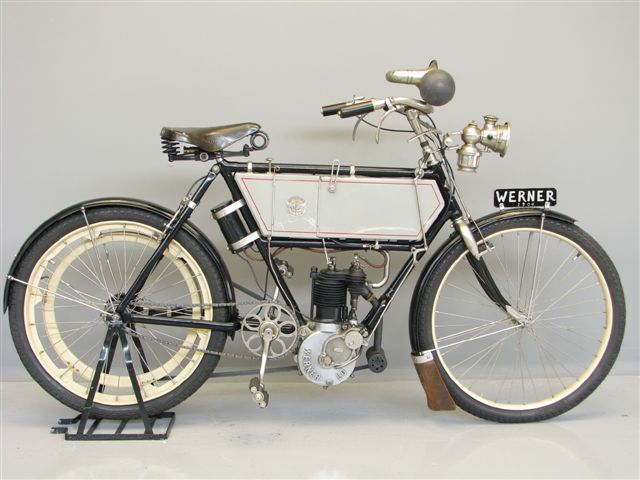
Мотоциклет братьев Вернер 1904 года

Поселившись в Москве, совместно с братом Е. А. Вернером приобрели типографию на Арбате. Одним из первых их начинаний было возобновление в 1885 году в Москве издания журнала «Вокруг света», выходившего в 1860–1869 гг. в Петербурге. В журнале «Вокруг света» печатались беллетристические произведения о путешествиях и приключениях, в том числе переводы произведений Л. Буссенара, Ж. Верна, Т. М. Рида и др. 
Братья издавали юмористический журнал «Сверчок» (1886―1891) и «Друг детей» (1888). Журналы выходили еженедельно и принадлежали (особенно «Сверчок») к наиболее читаемым периодическим изданиям России. «Смех, весёлый и безобидный смех ― вот наша программа» («Сверчок», 1886). Журналы «шли бойко, хотя и не пользовзлись
репутацией в журналистике». В «Сверчке» сотрудничали многие видные художники, карикатуристы и писатели-юмористы. Но большую часть материалов давали сами братья Вернеры (под многочисленными псевдонимами или без подписи). Это обстоятельство помогло сделать журнал доступным по цене для широкой публики. Братья издавали также книги (издания Вернеров ценились за изящное оформление), в том числе в 1887 году сборник рассказов А. П. Чехова «Невинные речи». 
В 1891 году «Сверчок» прекратил своё существование, а право на издание журнала «Вокруг света» перешло в июне 1891 года к издателю И. Д. Сытину. Братья Михаил и Евгений Вернеры, закрыв издательский бизнес в России, переехали во Францию (1891). В 1896-м году братья Вернеры стали работать над своей версией мотоцикла. Спустя год они выпустили первую модель на рынок. Братьям Вернерам приписывают первое использование слова «Мотоцикл» в 1897 году. Всего за несколько лет братья сумели собрать более трёх тысяч мотоциклов. В 1901 году они представили публике новую модель, которую можно было назвать революционной. В конструкцию мотоцикла было внесено значительное изменение: двигатель установили не на переднюю часть рамы, а между двух колес. Продукция братьев Вернеров пользовалась популярностью как в Европе, так и в Америке. Этот успех позволил фирме «Вернер Моторс» в 1906 году приступить к выпуску автомобилей. После смерти обоих братьев, Михаила (1905) и Евгения (1908), компания Вернер Моторс потерпела крах.